# Вибори польсько-литовського короля 1704
Польсько-литовські королівські вибори 1704 року були виборами для визначення нового кандидата на польсько-литовський престол.

## Історія
На початку 1700 року король польський, великий князь литовський і курфюрст саксонський Август II Сильний розпочав Велику Північну війну, атакувавши шведську Ліфляндію. Незважаючи на підтримку Московії, саксонська армія програла кілька битв, і незабаром після цього війська Шведської імперії контролювали більшу частину Речі Посполитої. У червні 1703 року Август ІІ скликав надзвичайний сейм у Любліні, де наразився на широку критику. Його противника очолювали примас Польщі Міхал Радзейовський та сини покійного короля Яна III Собеського Якуб і Константій.

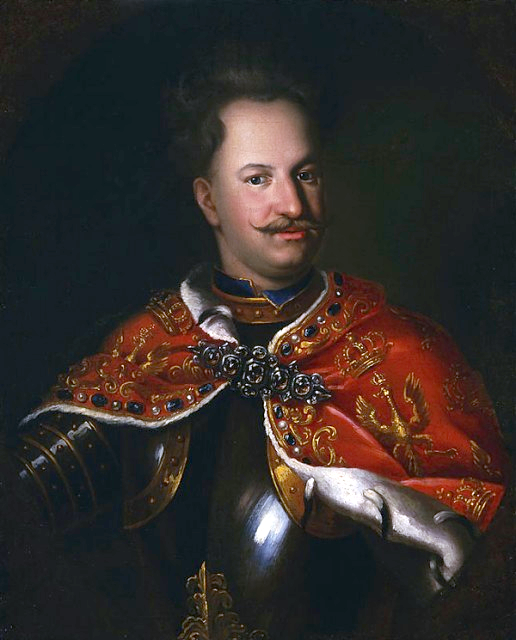
Станіслав Лещинський

Противники Августа II утворили Варшавську конфедерацію і 16 лютого 1704 року у Варшаві скинули його з престолу. У квітні того ж року молодий познанський воєвода Станіслав Лещинський зустрівся з королем Швеції Карлом XII у Лідзбарку-Вармінському. Шведський монарх, знаючи про вплив Лещинського у Великій Польщі, оголосив, що він має стати новим королем Польщі та Литви. Спочатку Лещинський пообіцяв тимчасово контролювати корону, щоб передати її Якову Людвіку Собеському, але так і не виконав своєї обіцянки.

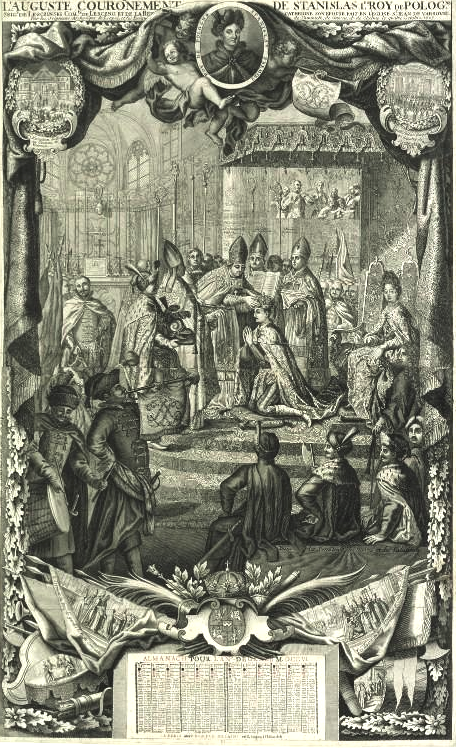
Коронація Станіслава I Лещинського 1705 року

12 липня 1704 року невелика група шляхтичів, зібрана в таборі шведської армії під Варшавою, проголосила Лещинського новим королем. Вибори підтвердив не примас Радзейовський, а єпископ Познані Миколай Свєнцицький, що суперечило традиції. 4 жовтня 1704 року Лещинського коронував львівський архієпископ Константій Зелінський. Коронація відбулася у варшавському Архикатедральному соборі Святого Яна.
Август II, однак, не відмовився від польської корони і не зрікся престолу. У травні 1704 року він утворив антишведську Сандомирську конфедерацію, закликав до посполитого рушення, а 30 серпня підписав Нарвський договір, який встановив річпосполитсько-московський союз і офіційно оголосив війну між Річчю Посполитою та Швецією. Це рішення призвело до громадянської війни в Польщі та Литві між прихильниками Августа та Лещинського. Спочатку Августу вдалося відвоювати Варшаву та заручитися підтримкою більшості сенаторів під час ради в Гродно. Однак 13 лютого 1706 року Август програв битву при Всхові і, зіткнувшись зі шведською окупацією Саксонії, в Альтрансштадтському договорі (1706) відмовився від претензій на польську корону.
Август знову посів польський престол 1709 року після поразки шведів у Полтавській битві. У помсту московські війська, що дислокувалися в Польщі, спалили і розграбували місто Лешно, яке належало родині Лещинських.